# Liste des As soviétiques de la Seconde Guerre mondiale
La liste suivante, comprenant les principaux As soviétiques de la Seconde Guerre mondiale, est principalement fondée sur celle établie, en 1999, par l'historien Mike Spick, lequel, dans son ouvrage The complete fighter Ace, a tenté, non seulement une remise à jour des éléments donnés, en 1983, par Christopher Sores dans son ouvrage de référence Air Aces, mais aussi une synthèse des travaux plus récents des historiens finlandais Geuest, Stenman et Keskinen (1993), le Soviétique Sultanov (1993), le Polonais Michulec (1995) et l'Américain von Hardesty (1982). Il n'est pas douteux, en outre, que l'ouverture des archives de l'ex-URSS et leur étude approfondie par de nouvelles générations d'historiens ne nous réservent encore un bon nombre de surprises.

## Liste des As
Jusqu'à la fin des années 1990, le palmarès des As soviétiques était, paradoxalement, présenté comme celui des As italiens : seules les victoires individuelles homologuées se voyaient prises en compte ; celles ayant été obtenues en coopération n'étant généralement signalées qu'à titre informatif. C'est pour l'instant cette pratique qui sera suivie dans l'établissement de la liste qui suit. En ce qui concerne les succès aériens collectifs, ils seront dans la mesure du possible notés entre parenthèses dans la 3e colonne. Pour plus de détails, les divers palmarès seront plus amplement discutés dans les biographies des pilotes nommés ci-dessous.

### As ayant obtenu plus de 50 victoires
| Prénom et nom            | Palmarès | coopération |
| ------------------------ | -------- | ----------- |
| Ivan Kojedoub            | 62       |             |
| Alexandre Pokrychkine    | 59       |             |
| Nikolaï Goulaïev         | 57       |             |
| Grigori Retchkalov       | 56       | (+5)        |
| Arseny Vorojeïkine (en)  | 52       |             |
| Kirill Ievstigneïev (en) | 52       |             |
| Dimitri Glinka (en)      | 50       |             |
| Alexandre Khoubov        | 50       |             |

### As ayant obtenu de 40 à 49 victoires
| Prénom et nom            | Palmarès | Coopération |
| ------------------------ | -------- | ----------- |
| Ivan Pilipenko           | 48       |             |
| Vassili Koubarev         | 46       |             |
| Nikolaï Skomorokhov (en) | 46       |             |
| Vladimir Bobrov (en)     | 43       |             |
| Georgui Kostilev         | 43       |             |
| Sergueï Morgounov (en)   | 42       |             |
| Vitali Popkov (en)       | 41       |             |

### As ayant obtenu de 35 à 39 victoires
| Prénom et nom                | Palmarès | Coopération |
| ---------------------------- | -------- | ----------- |
| Viktor Goloubev              | 39       |             |
| Vassili Goloubev             | 38       |             |
| Sergueï Louganski            | 37       | (+6)        |
| Mikhaïl Pivarov (en)         | 37       |             |
| Anatoli Dolgikh              | 36       |             |
| Grigori Goultiaev            | 36       |             |
| Alexandre Koldounov          | 36       |             |
| Nikolaï Kouznetsov[Lequel ?] | 36       |             |
| Ivan Babak                   | 35       |             |
| Pavel Kamozine               | 35       |             |
| Vladimir Lavrinenkov         | 35       | (+11)       |
| Nikolaï Pavlouchkine         | 35       |             |

### As ayant obtenu de 30 à 35 victoires
| Prénom et nom         | palmarès | coopération |
| --------------------- | -------- | ----------- |
| Alexandre Chislov     | 34       |             |
| Fedor Chouboukov (en) | 34       |             |
| Piotr Gnido           | 34       |             |
| Aleksandr Karmine     | 33       |             |

## Liens
- Liste des as russes de la Première Guerre mondiale.